# 吴久洪
吴久洪（1954年3月—），中华人民共和国政治人物、外交官。

## 生平
1978年，毕业于北京外国语学院阿拉伯语系。2010年，接替潘伟芳担任中华人民共和国驻阿曼大使。